# Éric Le Brun
Pour les articles homonymes, voir Le Brun.
Pour l’article ayant un titre homophone, voir Éric Lebrun.
 (novembre 2018).
Éric Le Brun, né le 26 novembre 1971, est un auteur de bande dessinée et illustrateur scientifique français.

## Biographie
Diplômé en Architecture, Éric Le Brun s'essaie un temps à la musique dans le groupe Orange Blossom, puis il conçoit des Pop Hop pour des expositions et l'édition.
En 1995, il est lauréat du concours BD du festival  Rouans, puis il remporte le premier prix de celui de Perros-Guirec. Il publie ensuite ses deux premiers albums de BD aux éditions Le Cycliste. 
Passionné de Préhistoire, Éric Le Brun se spécialise d'abord dans les illustrations de vulgarisation scientifique sur l'Archéologie. Son travail, au plus près des connaissances scientifiques, parait régulièrement dans l'édition, la presse, la TV, le web, comme dans des musées et sites archéologiques,. Ses illustrations sont notamment publiées dans la revue Archéologia, aux Éditions Errance, Glénat, Ouest-France et dans les "Grands sites archéologiques" du Ministère de la Culture.
Éric Le Brun revient à la BD en 2009, en écrivant le scénario de la BD jeunesse Ticayou, dessinée par Priscille Mahieu, qui raconte les aventures d'un petit Cro-Magnon. De 2012 à 2018, il publie chez Glénat les 3 tomes de la série L'art préhistorique en BD, qui présente sous forme de BD documentaire la vie et l'art des Cro-Magnon, en particulier l'art pariétal,.
En 2021, une exposition rétrospective de ses dessins et planches BD est organisée par le musée d'Archéologie nationale dans le parc du château de Saint-Germain-en-Laye.
Sa passion pour la Préhistoire l'a aussi conduit à découvrir en 2007 des vestiges d'art pariétal dans une grotte d'Ariège, et à collaborer à diverses publications scientifiques,.

## Albums de bande dessinée
- Gontrand, le chevalier de la toundra, Le Cycliste, 1999  (ISBN 9782912249180)
- Un petit coin de paradis (scénario de Yeb), Le Cycliste, 2000  (ISBN 9782912249197)
- Ticayou (scénario de Éric Le Brun, dessins de Priscille Mahieu), Milan, 2009, puis Ed. Tautem (à partir de 2017).
  1. Le petit Cro-Magnon, 2009  (ISBN 9782745937940)
  2. Chasseur de la Préhistoire, 2009  (ISBN 9782745940537)
  3. La rivière sauvage, 2017  (ISBN 9791097230074)
  4. Les inédits, 2017, (tirage limité, signé par les auteurs).
  5. Ticayou, le petit Cro-Magnon, L'intégrale, 2022  (ISBN 9791097230432)
- L'Art préhistorique en bande dessinée (scénario et dessins), Glénat
  1. Première époque - Aurignacien (préface de Jean Clottes), 2012  (ISBN 9782723486880). Consacré en particulier à la grotte Chauvet[12].
  2. Deuxième époque - Gravettien et Solutréen, 2013  (ISBN 9782723495332). Avec les grottes de Lascaux, Cosquer, Pech Merle, Gargas[13]...
  3. Troisième époque - Magdalénien (préface de Robert Bégouën), 2018  (ISBN 9782344017845). Avec les grottes de Niaux, Altamira, Bédeilhac, Cap Blanc...
  4. De l'Aurignacien au Magdalénien (édition intégrale), 2022  (ISBN 9782344053126)

## Albums collectifs
- 5 ans de Comix, Le Cycliste, 1999  (ISBN 9782912249234)

## Livres illustrés
- Mon cahier Préhisto (avec Priscille Mahieu), Glénat
  1. La grotte Chauvet-Pont d'Arc, 2016  (ISBN 9782344014462)
  2. Lascaux et la vallée de la Vézère, 2017  (ISBN 9782344021576)
- Neandertal versus Cro-Magnon (textes de Romain Pigeaud), Éditions Ouest-France, 2019  (ISBN 9782737379321)
- Solutré ou les chasseurs de rennes de la France centrale (textes de Adrien Arcelin), réédition augmentée, Tautem, 2022  (ISBN 9791097230456)
- Théo et Sidonie visitent le Musée d'Anthropologie préhistorique de Monaco (avec Priscille Mahieu), Ed. MAP Monaco, 2022

## Expositions personnelles
- (Pré)Histoire ! Illustrations et BD préhistoire, Maison Mégalithes et Landes de Saint-Just, mai/novembre 2018[14]
- Eric Le Brun, la Préhistoire en bande dessinée, Domaine et musée national d'Archéologie de Saint-Germain-en-Laye, avril 2021/janvier 2022[15],[16]
- La femme sapiens, Musée d'anthropologie préhistorique de Monaco, 2021
- La BD et les grottes de Gargas, Nestploria / Grottes de Gargas, mai/novembre 2023
- Préhistoire et BD, Musée La Monnaye de Meung-sur-Loire, avril/juin 2024

## Expositions collectives
- 35000 ans before BD, Vallon-Pont-d'Arc (Ardèche), mai/juin 2012[17]
- The mystery of Paleolithic Art, Ulsan Petroglyph Museum (Corée), novembre 2011/février 2012
- Connaissez-vous vraiment Néandertal ?, Muséum Nantes métropole, avril/juin 2021[18]
- Paléo-Bulles, Pôle d'interprétation de la Préhistoire, Les Eyzies, mai 2021/février 2022[19]
- Paléo-Bulles, la Préhistoire en BD, Musée de Préhistoire de Solutré (Saône-et-Loire), juillet 2022/février 2023

## Filmographie
- Il a participé au film "Looking for sapiens" de Pauline Coste [20].

- Un documentaire de 17 minutes, "Illustrer la Préhistoire", tourné en 2021, est diffusé sur la chaine Youtube ArkéoMédia. Il est consacré au travail d'illustrateur de Eric Le brun et Priscille Mahieu.
- Illustrations pour le film "Thorin, le dernier Néandertalien" de Pascal Cuissot[21].

## Récompenses
- 1995 : 1er prix du concours BD du festival de Rouans (44)
- 1995 : 1er prix du concours BD du Festival de bande dessinée de Perros-Guirec(22)[22],[23]